# マニラMRT7号線
メトロレール・トランジット7号線（英語: Metro Rail Transit Line 7、通称: MRT-7）は、フィリピンのブラカン州およびマニラ首都圏で建設中のマニラ・メトロレール・トランジット・システム（マニラMRT）の路線である。
路線は計14駅で、全長22.8kmとなる。ブラカン州サン・ホセ・デル・モンティのサン・ホセ・デル・モンティ駅からマニラ首都圏ケソン市のノース・アベニュー駅までを結ぶ。フィリピン官民連携センターのウェブサイトによると、このプロジェクトは2020年1月15日の時点で50.69％進んでいるとされている。
このプロジェクトの費用は、推定で1.54億ドルまたは62.7億フィリピン・ペソとなる。

## 概要
サン・ミゲル（SMC）の子会社、ユニバーサルLRTコーポレーション（ULC）は、2008年にフィリピン運輸通信省（現・運輸省）によりMRT7号線の建設業者に選ばれた。SMCは、現代ロテムとEEIのコンソーシアムを同路線の設計、調達および建設請負業者とした。これは現代ロテムのターンキー案件では海外初となる。フィリピン財務省は、 2014年にMRT-7線の金融保証条件を発表し、2016年2月に決算が完了した。このプロジェクトはフィリピン官民連携（PPP）を介して開発され、総費用は62.7億フィリピン・ペソとなる。
路線は14駅、全長22.8kmの高架鉄道となる。また、このプロジェクトには、北ルソン高速道路のボカウーICからサン・ホセ・デル・モンティ駅付近にあるインターモーダル交通ターミナル（ITT）までの全長約22kmを結ぶ高速道路の建設も含まれている。

## ルート
起点はブラカン州サン・ホセ・デル・モンティのサン・ホセ・デル・モンティ駅からマニラ首都圏ケソン市のノース・アベニュー駅までを結ぶ。車両基地は、ケソン市内に設置される。

### 駅一覧
| 駅名                         | 駅名               | 駅間キロ (km) | 累計キロ (km) | 接続路線・備考                    | 地上／地下 | 所在地       | 所在地                     |
| ---------------------------- | ------------------ | ------------- | ------------- | --------------------------------- | ---------- | ------------ | -------------------------- |
| サン・ホセ・デル・モンティ駅 | San Jose del Monte | -             | 0.0           |                                   | 地下区間   | ブラカン州   | サン・ホセ・デル・モンティ |
| タラ駅                       | Tala               | 2.6           | 2.6           |                                   | 高架区間   | マニラ首都圏 | カローカン                 |
| セークレッド・ハート駅       | Sacred Heart       | 2.0           | 4.6           |                                   | 地上区間   | マニラ首都圏 | カローカン                 |
| キリノ駅                     | Quirino            | 2.0           | 6.5           |                                   | 高架区間   | マニラ首都圏 | ケソン市                   |
| ミンダナオ・アベニュー駅     | Mindanao Avenue    | 0.8           | 7.3           |                                   | 高架区間   | マニラ首都圏 | ケソン市                   |
| レガラド駅                   | Regalado           | 3.4           | 10.7          |                                   | 高架区間   | マニラ首都圏 | ケソン市                   |
| ドーニャ・カルメン駅         | Doña Carmen        | 1.8           | 11.9          |                                   | 高架区間   | マニラ首都圏 | ケソン市                   |
| マンガハン駅                 | Manggahan          | 1.5           | 13.4          |                                   | 地上区間   | マニラ首都圏 | ケソン市                   |
| バタサン駅                   | Batasan            | 1.4           | 14.7          |                                   | 高架区間   | マニラ首都圏 | ケソン市                   |
| ドン・アントニオ駅           | Don Antonio        | 1.0           | 15.7          |                                   | 高架区間   | マニラ首都圏 | ケソン市                   |
| タンダン・ソラ駅             | Tandang Sora       | 2.3           | 18.0          |                                   | 高架区間   | マニラ首都圏 | ケソン市                   |
| ユニバーシティ・アベニュー駅 | University Avenue  | 1.7           | 19.6          |                                   | 地下区間   | マニラ首都圏 | ケソン市                   |
| ケソン・メモリアル駅         | Quezon Memorial    | 0.8           | 20.5          |                                   | 地下区間   | マニラ首都圏 | ケソン市                   |
| ノース・アベニュー駅         | North Avenue       | 2.2           | 22.7          | LRT： 1 LRT1号線 MRT： 3 MRT3号線 | 高架区間   | マニラ首都圏 | ケソン市                   |

## 建設工事

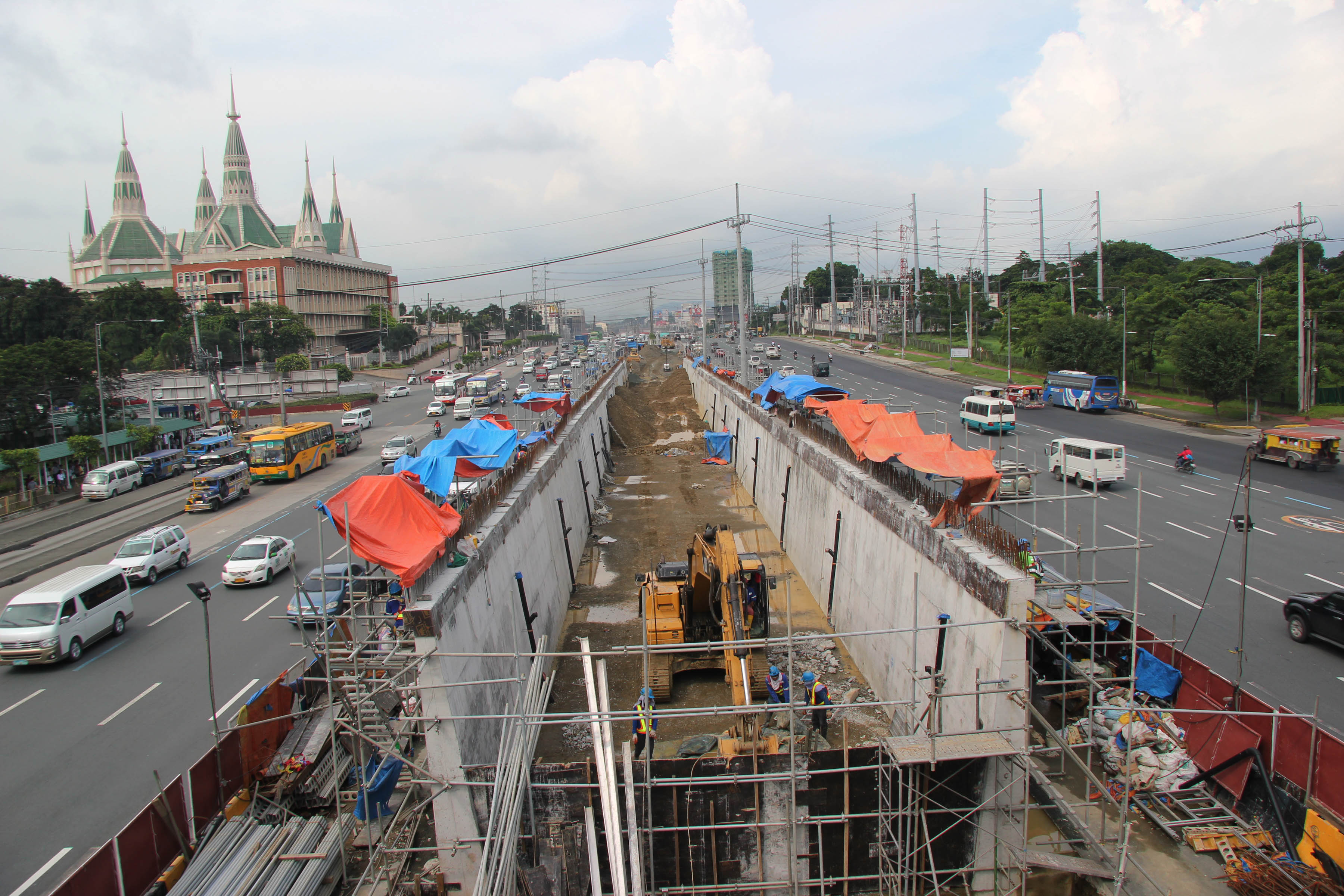
コモンウェールス通りでの建設の様子（2018年8月）

2016年2月に土壌調査が行われた。2016年4月20日には起工式が行われ、当時大統領だったベニグノ・アキノ3世が出席した。アーサー・タゲード運輸長官によると、MRT7号線は2019年第4四半期までに完成する予定となっている。
2017年8月15日に着工し、ケソン市のコモンウェルス通りとキリノ高速道路では車線規制が行われた。この影響により、同道路にて交通渋滞が発生した。また、ノース・アベニュー駅とケソン・メモリアル駅の建設において影響を受けるスクオッター（不法占拠者）は、タナイ、リサール、ブラカンに移された。
2017年10月7日にバタサン駅の起工が行われ、2017年11月現在、ケソンメモリアルサークルの地下で掘削作業が進行中である。また、2018年1月22日にはノース・アベニュー駅と線路の建設が開始された。
2019年1月には、エリプティカル道路およびケソン通りでの掘削工事が原因による深刻な交通渋滞を引き起こしたとして、マニラ首都圏開発庁はEEIに対し25,000フィリピン・ペソの罰金を科した。
当初、2020年に全区間が開通する予定であったが、土地収用問題などで着工が大幅に遅れているため、サン・ミゲルとフィリピン政府は、2021年までに一部区間を優先して開通させることで合意した。なお、2022年に全区間が開通する予定である。
土地収用問題で車両基地の建設が延期されていたが、2019年11月26日に着工された。建設地は計画当初のブラカン州サン・ホセ・デル・モンティからマニラ首都圏ケソン市へ変更された。

## 車両
3両編成36本(108両)を導入する。現代ロテムは、4億4020万ドルの契約を受注し、車両の他、信号、通信、電気といった各設備も同社が担当する。現在、108両全てが完成しているが、車両基地が利用できないため韓国から調達することはできない。